# 飛鳥井みや
飛鳥井 みや（あすかい みや、1985年3月24日 - ）は、日本の元女優。
東京都出身。元ヴィズミック所属。趣味は歌唱、スキー、ピアノ。幼稚園教諭一種資格所持。
2020年から映像コンテンツ権利処理機構に連絡のとれない権利者として掲載されている。

## 出演

### 映画
- 砂時計（2008年）
- クライマーズ・ハイ（2008年）
- 少年メリケンサック（2009年）GOAファンクラブのスタッフ
- 半次郎（2010年）

### テレビドラマ
- Christmas at IKSPIARI（2007年）
- フルスイング（2008年、NHK）レギュラー
- 蒼井優×4つの嘘_カムフラージュ 第4章「都民・鈴子〜百万円と苦虫女序章〜」（2008年、WOWOW）
- 天地人（2009年）
- トリハダ〜夜ふかしのあなたにゾクッとする話を（2011年）
- 外科医 鳩村周五郎9（2012年）

### 舞台
- 月に溶けてゆく 『熊猫楼』（2007年）
- ミュージカル ゴッドスペル（2010年）
- 天守物語（2011年）

### 広告
- ソニー損保「クルマと人と新しい道篇」（2010年）